# Kamislov
Kamislov (orosz nyelven: Камышлов) város Oroszország európai részén, a Szverdlovszki területen. A Kamislovi járás székhelye.
Lakossága: 26 870 fő (a 2010. évi népszámláláskor).

## Elhelyezkedése
A Szverdlovszki terület dél részén, Jekatyerinburg területi székhelytől autóúton kb. 140 km-re keletre, a Pismába ömlő Kamislovka folyó torkolatánál helyezkedik el. Vasútállomás a Transzszibériai vasútvonal Jekatyerinburg–Tyumeny közötti szakaszán. A város melletti északi elkerülőúton vezet az R351-es főút (oroszul: ).

## Története
Az orosz paraszti település 1667-ben keletkezett, tíz évvel később faerődje is épült. A 18. század elejétől Jekatyerinburg és Kamenszk-Uralszkij vaskohászati üzemeinek rendelték alá, a parasztokat ottani munkára kötelezték. A Moszkvából Kunguron és Jekatyerinburgon át Szibériába vezető kocsiút és postai útvonal (Szibirszkij trakt) hivatalos megnyitása (1763) után a település jelentős gabonakereskedelmi központtá alakult, amely gabonával és liszttel látta el az Urál bánya- és ipari településeit, évente háromszor vásárt tartott. 1781-ben ujezd székhelye és város lett. A 19. században bőrgyára, szeszgyára, több gabonaőrlő malma létesült, élénk gabonakereskedelmet folytatott, és a Jekatyerinburg–Tyumeny vasútvonal megnyitásával (1885) vasútállomása épült, vasúti kiszolgáló műhelyei alakultak.
1941-ben egy Leningrádból evakuált szigetelőgyár berendezéseivel kezdődött meg és tart azóta is az elektrotechnikai porcelánok gyártása. A háborút követő években további iparvállalatok létesültek: elektrotechnikai áruk gyára (relék, elosztók és hasonló termékek gyártása vasúti és kommunikációs jelzőrendszerekhez; napjainkban az ELTEZA-csoport leányvállalata), fémfeldolgozó, ragasztóipari, élelmiszeripari vállalatok, erdőgazdasági gépek gyártása, stb. 

### Nevezetességei
Kamislov fő temploma és egyik fő látványossága az Istenanya oltalma székesegyház (Собор Покрова Пресвятой Богородицы, Szobor Pokrova Preszvjatoj Bogorogyici), műemlék. A kétszintes templom egy korábbi fatemplom helyéhez közel épült. 1814-ben rakták le alapjait, és a Napóleon felett aratott győzelem alkalmából emelték. Szintenként 3-3 oltára volt. Az épületet valószínűleg 1821-ben, a főoltár ikonosztázát 1828-ban szentelték fel. 1833-ban a felső emelet mennyezete beomlott, és a földszinti boltozat is veszélyessé vált, így 1833 és 1854 között nem tartottak istentiszteletet. (Egy másik leírás csak annyit említ, hogy 1853-ban a harangtorony leomlott, és az istentiszteleteket 1856-ig leállították). 1854-ben a középső épületrészt az alapokig lebontották, majd 1855–1856-ban újjáépítették, a templomot jelentősen kibővítették. 1858-ban az alsó szintet felszentelték, de a felső szintet csak 1870-ben, és ott csak egyetlen oltárt hagytak meg. A harangtorony építése 1890-ben fejeződött be. 1932-ben a templomot bezárták, 1990-ben visszaadták az egyháznak és újraszentelték.
A 19. század utolsó harmadából és a 20. század elejéről fennmaradt egyemeletes téglaépületek, többségében kereskedőházak a város egykori viszonylagos gazdagságát mutatják. Az eklektikus stílusú, díszes homlokzattal készült házak a középső-uráli dekoratív téglaépítészet emlékei. A számos kereskedőház mellett a stílus képviselője a leánygimnázium (1871) és a fiúgimnázium (1901) kétszintes épülete, a vasútállomás fogadóépülete (1885) és az általános iskola geometriai formákkal téglából kiképzett homlokzata is (1912). Ipari műemlék az egykori gőzmalom 3-4 szintes romos épülete (1890).